# Civray-de-Touraine
Civray-de-Touraine és un municipi francès, situat al departament de l'Indre i Loira i a la regió de Centre – Vall del Loira. L'any 2011 tenia 1.810 habitants.

## Demografia

### Població
El 2007 la població de fet de Civray-de-Touraine era de 1.724 persones. Hi havia 642 famílies, de les quals 127 eren unipersonals (53 homes vivint sols i 74 dones vivint soles), 200 parelles sense fills, 286 parelles amb fills i 29 famílies monoparentals amb fills.
La població ha evolucionat segons el següent gràfic:
Habitants censats

### Habitatges
El 2007 hi havia 771 habitatges, 655 eren l'habitatge principal de la família, 88 eren segones residències i 28 estaven desocupats. 749 eren cases i 5 eren apartaments. Dels 655 habitatges principals, 597 estaven ocupats pels seus propietaris, 49 estaven llogats i ocupats pels llogaters i 8 estaven cedits a títol gratuït; 6 tenien una cambra, 25 en tenien dues, 100 en tenien tres, 198 en tenien quatre i 325 en tenien cinc o més. 501 habitatges disposaven pel capbaix d'una plaça de pàrquing. A 241 habitatges hi havia un automòbil i a 372 n'hi havia dos o més.

### Piràmide de població
La piràmide de població per edats i sexe el 2009 era:
| Homes | Edats   | Dones |
| ----- | ------- | ----- |
| 0     | 95 o +  | 0     |
| 0     | 90 a 94 | 4     |
| 4     | 85 a 89 | 8     |
| 8     | 80 a 84 | 20    |
| 52    | 75 a 79 | 36    |
| 40    | 70 a 74 | 36    |
| 20    | 65 a 69 | 40    |
| 36    | 60 a 64 | 24    |
| 40    | 55 a 59 | 44    |
| 64    | 50 a 54 | 40    |
| 52    | 45 a 49 | 24    |
| 60    | 40 a 44 | 52    |
| 64    | 35 a 39 | 92    |
| 56    | 30 a 34 | 80    |
| 20    | 25 a 29 | 28    |
| 28    | 20 a 24 | 28    |
| 48    | 15 a 19 | 52    |
| 52    | 10 a 14 | 68    |
| 60    | 5 a 9   | 68    |
| 48    | 0 a 4   | 40    |

## Economia
El 2007 la població en edat de treballar era de 1.088 persones, 837 eren actives i 251 eren inactives. De les 837 persones actives 762 estaven ocupades (412 homes i 350 dones) i 75 estaven aturades (38 homes i 37 dones). De les 251 persones inactives 73 estaven jubilades, 103 estaven estudiant i 75 estaven classificades com a «altres inactius».

### Ingressos
El 2009 a Civray-de-Touraine hi havia 687 unitats fiscals que integraven 1.857,5 persones, la mediana anual d'ingressos fiscals per persona era de 19.193 €.

### Activitats econòmiques
Dels 54 establiments que hi havia el 2007, 1 era d'una empresa alimentària, 1 d'una empresa de fabricació d'altres productes industrials, 15 d'empreses de construcció, 8 d'empreses de comerç i reparació d'automòbils, 6 d'empreses de transport, 3 d'empreses d'hostatgeria i restauració, 1 d'una empresa d'informació i comunicació, 7 d'empreses immobiliàries, 7 d'empreses de serveis, 2 d'entitats de l'administració pública i 3 d'empreses classificades com a «altres activitats de serveis».
Dels 20 establiments de servei als particulars que hi havia el 2009, 1 era una oficina de correu, 2 tallers de reparació d'automòbils i de material agrícola, 2 paletes, 6 guixaires pintors, 1 fusteria, 3 electricistes, 1 empresa de construcció, 1 perruqueria, 2 restaurants i 1 agència immobiliària.
Dels 2 establiments comercials que hi havia el 2009, 1 era una botiga de menys de 120 m² i 1 una fleca.
L'any 2000 a Civray-de-Touraine hi havia 42 explotacions agrícoles que ocupaven un total de 1.105 hectàrees.

## Equipaments sanitaris i escolars
El 2009 hi havia una escola elemental integrada dins d'un grup escolar amb les comunes properes formant una escola dispersa.

## Poblacions més properes
El següent diagrama mostra les poblacions més properes.